# Benton (Kentucky)
Benton és una població dels Estats Units a l'estat de Kentucky. Segons el cens del 2000 tenia 4.197 habitants.

## Demografia
Segons el cens del 2000, Benton tenia 4.197 habitants, 1.767 habitatges, i 1.111 famílies. La densitat de població era de 411,3 habitants/km².
Dels 1.767 habitatges en un 24,2% hi vivien nens de menys de 18 anys, en un 49,7% hi vivien parelles casades, en un 10,2% dones solteres, i en un 37,1% no eren unitats familiars. En el 35,1% dels habitatges hi vivien persones soles el 21,6% de les quals corresponia a persones de 65 anys o més que vivien soles. El nombre mitjà de persones vivint en cada habitatge era de 2,19 i el nombre mitjà de persones que vivien en cada família era de 2,8.
Per edats la població es repartia de la següent manera: un 19,1% tenia menys de 18 anys, un 9% entre 18 i 24, un 24,9% entre 25 i 44, un 21,8% de 45 a 60 i un 25,2% 65 anys o més.
L'edat mediana era de 43 anys. Per cada 100 dones de 18 o més anys hi havia 83,4 homes.
La renda mediana per habitatge era de 35.250 $ i la renda mediana per família de 52.396 $. Els homes tenien una renda mediana de 39.097 $ mentre que les dones 22.134 $. La renda per capita de la població era de 18.660 $. Entorn del 7,6% de les famílies i el 10,8% de la població estaven per davall del llindar de pobresa.

## Poblacions més properes
El següent diagrama mostra les poblacions més properes.